# Jean-Pierre Jacovella
Jean-Pierre Jacovella , né le 31 mars 1951 à Paris et mort le 5 juillet 2022 à Angers, est un acteur et metteur en scène français. 
Il fut également professeur au Cours Florent. Premier prix à l’École de la rue Blanche en 1973, il est ensuite élève au Conservatoire national supérieur d'art dramatique dont il sort en 1976,.
Il a été remarqué dans la série télévisée L'École des passions dans le rôle de Tonio, le cuisinier.

## Filmographie

### Télévision
- 2002 : La Chanson du maçon de Nina Companeez : M. Fernandez
- 2000 : Une famille formidable, épisode Le grand départ : Monsieur le maire
- 2000 : Scénarios sur la drogue, épisode Speed Ball
- 1998 : Sous le soleil, épisode Passé composé : Bernie
- 1996 : L'École des passions (série télévisée) : Tonio
- 1996 : Cœur de cible de Laurent Heynemann : Le médecin légiste
- 1996 : Les Garçons de la plage, épisodes L'amoureux et La pleine lune
- 1991 : Cas de divorce, épisode  Dumoulin contre Dumoulin : Pierre Dumoulin
- 1974 : Ardéchois cœur fidèle (mini-série) : Dauphiné

### Cinéma
- 2010 : Palak Panner de Sébastien Carfora (court métrage) : Couple sur le toit
- 2010 : Une ombre à la fenêtre de Jean-François Goujon[4]
- 2005 : Un vrai bonheur, le film de Didier Caron : Guy
- 1982 : Tête à claques de Francis Perrin

## Théâtre

### Comédien
- 1995 : Les affaires sont les affaires d’Octave Mirbeau, mise en scène de Régis Santon, Théâtre du Palais-Royal : Gruggh

### Metteur en scène
- 1989 : Jacques le fataliste et son maître d’après Denis Diderot, adaptation de Huber et Jean-Pierre Niobé
- 1988 : Flamineo de Robert Merle